# Lindenstraße (Berlin-Kreuzberg)
Die Lindenstraße ist eine Straße im Berliner Ortsteil Kreuzberg. Sie verläuft in Verlängerung der Zossener Straße von der Zossener Brücke über den Landwehrkanal bis zur Kreuzung mit der Rudi-Dutschke-/Oranienstraße. Dahinter führt sie als Axel-Springer-Straße zum östlichen Ende der Leipziger Straße am Spittelmarkt.

## Geschichte
Die Lindenstraße gehört historisch gesehen zur südlichen Friedrichstadt, war also bis zur Eingemeindung 1710 einst Teil einer selbstständigen Vorstadt Berlins. Sie ist eine der ältesten Straßen Berlins und beheimatet mit dem Kollegienhaus das älteste noch erhaltene Gebäude in Kreuzberg, in dem bis 1913 das Märkische Kammergericht untergebracht war und heute das Jüdische Museum sein Domizil hat.
Im Jahr 1688 war geplant, Berlin in Richtung Süden zu erweitern, um protestantischen Religionsflüchtlingen aus Böhmen eine Siedlungsfläche zu bieten. So entstanden unter Philipp Gerlach die Friedrichstraße und die Lindenstraße, die beide auf den heutigen Mehringplatz zuliefen (damals: „Rondell“). 1735 wurde das Viertel mit einer Zollmauer eingegrenzt und konnte nur noch vom Halleschen Tor, dem Kottbusser Tor und dem Schlesischen Tor betreten werden. In dieser Zeit baute Friedrich II. eine Kavalleriekaserne für seine berittene Leibgarde. Nach der Französischen Revolution zogen verstärkt ehemalige Bauern und liberale Juden in die Lindenstraße.
In der Lindenstraße 91 befand sich das Königliche Astronomische Rechen-Institut, das zur von 1835 bis 1913 dahinter befindlichen Neuen Sternwarte gehörte, die unter anderem durch das Institutsgebäude erschlossen wurde. An der Berliner Sternwarte arbeiteten Astronomen wie Johann Franz Encke oder Friedrich Wilhelm Bessel. Am 23. September 1846 wurde an dieser Sternwarte der Planet Neptun durch Johann Gottfried Galle entdeckt. Nach dem Umzug der Sternwarte wurde die nordwestlich gelegene Charlottenstraße zur Lindenstraße hin verlängert. Für den Durchbruch wurden die Gebäude Lindenstraße 91–93 und die Sternwarte abgetragen, die Straße in gerader Fortsetzung der Charlottenstraße bis an die Nordostwand der Markthalle II verlängert, um dann deren Außenwand in südöstlicher Richtung folgend die Lindenstraße zu erreichen. Die Einmündung der neuen Straße nahm die Grundstücke 93 ganz und 92 zur Hälfte ein. Auf dem neuen Eckgrundstück von Lindenstraße 91 und verlängerter Charlottenstraße (so bis 1927) errichteten 1913 Cremer & Wolffenstein für die 1839 von Heinrich Jordan gegründete Firma Jordan ein Wäschekaufhaus. Über den rückwärtigen Flügel war das Kaufhaus mit dem Stammhaus Jordan in der Markgrafenstraße 87/88 verbunden.
Während der Inflationsjahre hatte der Wäscheverkauf gelitten, so dass die Firma Jordan den Verkauf im Stammhaus konzentrierte und den Neubau vermietete. Der Ullstein Verlag mietete einige Etagen und logierte hier den finanziell unterstützten Klal-Verlag ein, für den ab 1921 neben anderen Chaim Nachman Bialik wirkte. Ab 18. Februar 1927 führte die zunächst Verlängerte Charlottenstraße genannte Verbindung den Namen Enckestraße, und das Kaufhaus Jordan ressortierte unter den Adressen Lindenstraße 91/92 und Enckestraße 1/2.

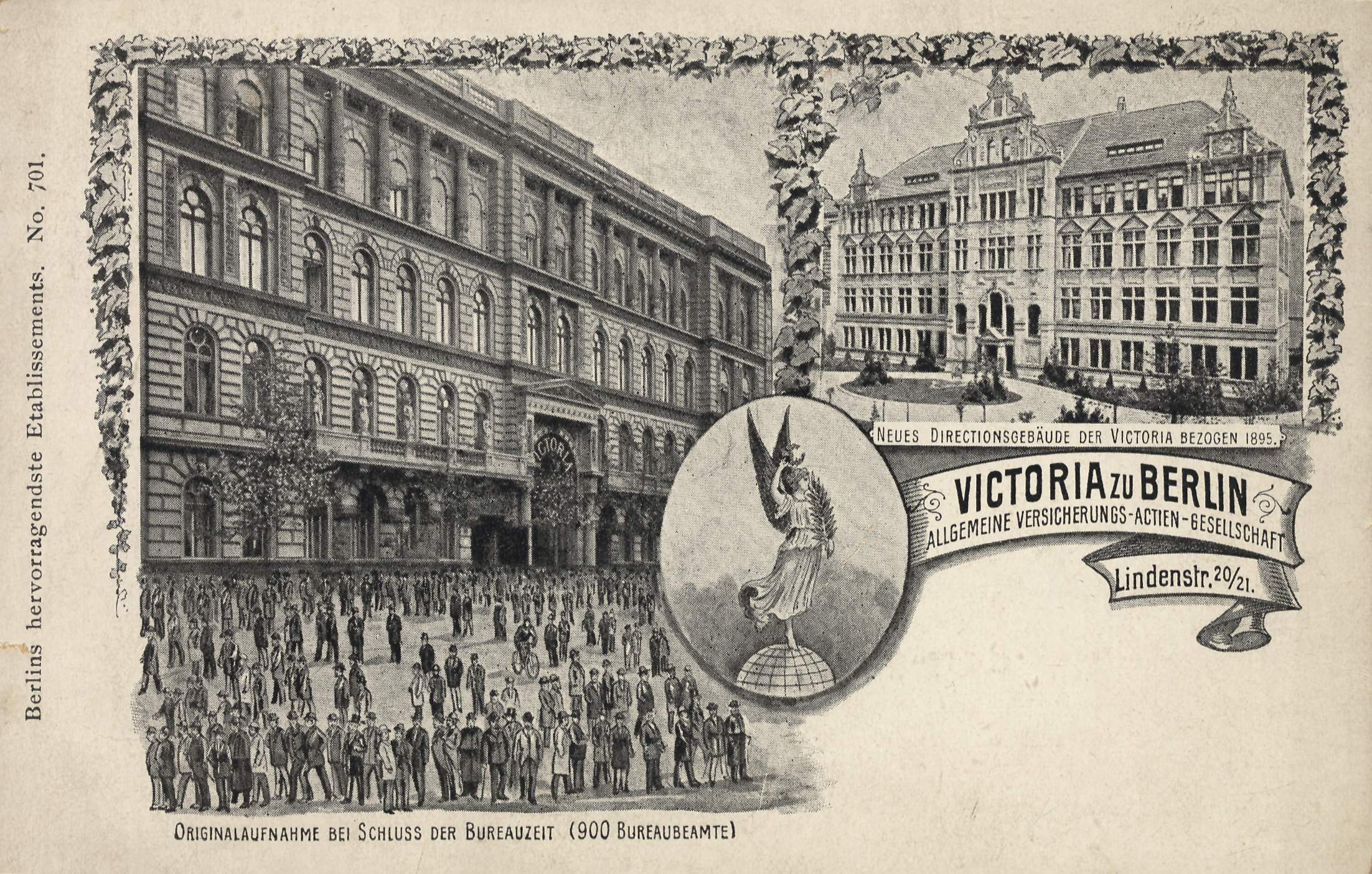
Historische Darstellung des Victoria-Gebäudes

Vor allem der nördliche Abschnitt zählte in den Jahrzehnten vor und nach 1900 zum Berliner Zeitungsviertel. Das nahegelegene Verlagshaus Mosse ist heute noch zu sehen, und auch das Grundstück des Springer-Verlages ist journalistisch vorbelastet. Aber auch am südlichen Ende der Straße gab es Redaktionen. Vom Belle-Alliance-Platz bis zur Linden- und Alten Jakobstraße erstreckte sich zur Zeit der Weimarer Republik ein zehn Höfe umfassender Gebäudekomplex, den die Sozialdemokratische Partei Deutschlands (SPD), beginnend 1914 mit dem 1912 von Kurt Berndt (1863–1925) errichteten Geschäftshaus Lindenstraße 3, bis 1933 als Standort für Parteivorstand, Parteischule und -archiv sowie Verlag, Druckerei und Buchhandlung des Vorwärts erworben hatte. Den Kauf hatten im Wesentlichen Parteimitglieder durch Sammlungen finanziert. Der durch Kriegseinwirkungen stark beschädigte Komplex lag 1945 in West-Berlin. Nach der Wiedergründung der SPD in der Sowjetischen Besatzungszone im Juni 1945 befand sich der Parteivorstand bis zu seinem Verschwinden infolge der Zwangsvereinigung von SPD und KPD zur SED im April 1946 im Kaufhaus Jonaß im Sowjetischen Sektor. Die in Westdeutschland und Berlin fortexistierende SPD hatte ihren Sitz in Hannover und ab 1951 in Bonn. Sie verkaufte 1962 das Gebäude. Der Bauteil an der Lindenstraße galt laut der offiziellen Karte der Gebäudeschäden 1945 als „beschädigt und wiederaufbaufähig.“
Er wurde zugunsten der Neuanlage des Mehringplatzes im selben Jahr abgetragen.

An der damaligen Lindenstraße 40/41 (heute: Teil der Axel-Springer-Straße) befand sich von 1864 bis 1961 die Hauptfeuerwache für Berlin, also der Sitz des Branddirektors und Löschzüge zum Schutz des Schlosses und der Ministerien. Das Gebäude ist erhalten, die Ausfahrten der pferdebespannten Löschfahrzeuge sind noch zu erkennen. Im Hof der Hauptfeuerwache Lindenstraße fand am 20. März 1939 die „Bilderverbrennung“ statt, die Zerstörung tausender Kunstwerke der sogenannten „Entarteten Kunst“. 1961 wurde die Hauptfeuerwache endgültig aufgegeben; für Ost-Berlin zog sie in die Voltairestraße in Mitte, für West-Berlin nach Charlottenburg-Nord. Das Gebäude ist jetzt Stadtteilzentrum.
Neben der Feuerwache, in der Lindenstraße 42, befand sich das Wohn- und Geschäftshaus der 1846 gegründeten Weinhandlung von F. C. Souchay. Nach der Übernahme F. C. Souchays 1913 durch Max Gruban (Gruban & Souchay) entstand hier das Herzhaus.
Im Zweiten Weltkrieg wurden die Gebäude der Straße weitgehend zerstört. Nur wenige Häuser waren noch vorhanden, wenn auch teilweise schwer beschädigt, wie beispielsweise das Victoria-Gebäude mit der Gemäldesammlung von Otto Gerstenberg. Berichten zufolge war die Feuerwehr in der Lindenstraße vier Tage im Einsatz, um die Brände zu löschen. Durch die Kriegseinwirkungen wurde eine Vielzahl von Betrieben des grafischen Gewerbes zerstört, die sich im einstigen Zeitungsviertel angesiedelt hatten. Eine Untersuchung der Stiftung „Erinnerung, Verantwortung und Zukunft“ ergab, dass entlang der Lindenstraße in einer Vielzahl von Betrieben Personen zur Zwangsarbeit herangezogen wurden, beispielsweise im Warenlager der Firma Kodak, für Arbeiten auf den Friedhöfen der 1934 geschlossenen und 1941 an die rumänisch-orthodoxe Gemeinde verkauften Jerusalemskirche oder in einem gemeinsamen Zwangsarbeiterlager der Firmen Telefunken, Deutscher Verlag, Scherl-Verlag und AEG.
Im Zuge der Umgestaltung des Viertels wurden einige Querstraßen entwidmet. Beim Bau des Axel-Springer-Hochhauses von 1959 bis 1965 betraf dies den Südabschnitt der Jerusalemer Straße und die Straße An der Jerusalemer Kirche. Mit dem Bau der Berliner Mauer versank dieser Teil Berlins in einen Dornröschenschlaf. Viele erhaltene und ruinierte Häuser wurden endgültig abgerissen (u. a. auch die Ruine der Jerusalemskirche und der Synagoge Lindenstraße von Cremer & Wolffenstein, die nach Umbenennung des nördlichen Straßenabschnitts Axel-Springer-Straße 44 als Anschrift hätte und deren Reste als Freilichtmahnmal Blatt in Hof und Durchgang des ehemaligen Geschäftshauses der Confektionsgesellschaft Fischbein & Mendel als Ort der Erinnerung der Barmer Ersatzkasse zu sehen sind). Das südliche Ende der Lindenstraße wurde wie auch die Wilhelmstraße verschwenkt und verlor durch den Neubau eines Wohngebiets den direkten Zugang zum Mehringplatz. Der „Schwenk (jeder Zoll das, was man in Berlin ‚Schwedlerismus‘ nennt, nämlich die Ästhetisierung der autogerechten Stadt im Nierentischstil)“ stellte auch die Verbindung zur Zossener Straße her. Die Verbindung zur Enckestraße wurde 1963 durch den Neubau des Blumengroßmarktes gekappt. 1970 entfiel ferner die Querverbindung der Junkerstraße, die aber inzwischen als Fußgängerpromenade wieder passierbar ist.
Im Jahr 1971 kam es zu einem Fluchtversuch: Der DDR-Bürger Bernd Sievert versuchte, die Lindenstraße zu erreichen und wurde dabei von Grenzsoldaten mit 43 Schüssen schwer verletzt im Ostsektor zurückgehalten.

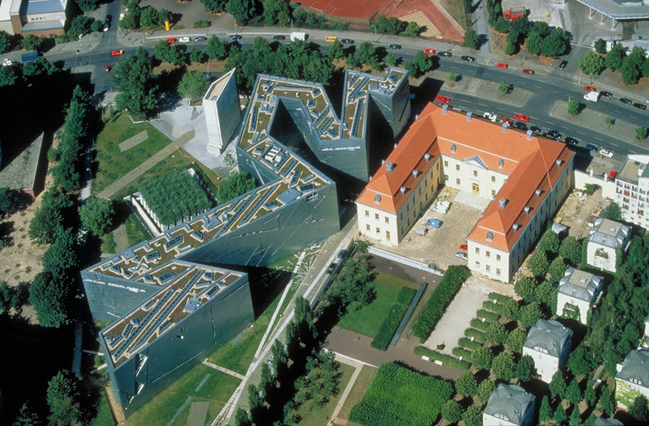
Jüdisches Museum und Wohnpark am Berlin Museum (ganz rechts), oben die Lindenstraße

In den späten 1980er Jahren fand mit der Internationalen Bauausstellung ein Bewusstseinswandel statt. In der Randlage West-Berlins wurde vornehmlich der soziale Wohnungsbau gefördert. Ziel war, die vernachlässigten Gebiete als Wohngebiete zurückzugewinnen. Die beiden Teilzentren im Ostsektor mit seiner historischen Stadtmitte und die neue City West sollten dabei durch ein „City-Band“ miteinander verbunden werden. Dieses Band war bis 1986 im Flächennutzungs- und Baunutzungsplan vorgesehen. Durch die „politische Verfestigung der Zweiteilung Berlins in den 1960er Jahren, durch das fehlende Entwicklungspotential der umschlossenen Stadt sowie durch die dezentrale, polyzentrische Stadtstruktur konnte die Idee vom „City-Band“ nicht realisiert werden. Trotz der traditionellen gesamtstädtischen Bedeutung dieses Stadtgebietes wurde dessen Randlage zum West-Berliner-Stadtzentrum immer deutlicher.“
Dennoch entstanden im Zuge der IBA große Mietshäuser namhafter Architekten, wie etwa von Hans Kollhoff oder der Kreuzberg Tower von John Hejduk, Mitglied der Architektengruppe New York Five, in der nahegelegenen Charlotten- /Ecke Besselstraße. Der Wohnpark am Berlin Museum entstand ebenfalls in dieser Zeit. Damit sollte eine „städtebauliche Neuordnung des Ostrandes der Südlichen Friedrichstadt im Spannungsfeld zwischen den wilhelminischen Gebäudeteilen der ehemaligen Victoria-Versicherung, dem barocken Berlin-Museum und der Lagerhalle der Glasergenossenschaft“ erfolgen. Das Projekt wurde 1983/1984 im Rahmen des Bundeswettbewerbs „Bürger, es geht um deine Gemeinde“ mit einer Goldplakette ausgezeichnet. Von 1980 bis 1986 schufen Hans Kollhoff und Arthur Ovaska im Rahmen des Wohnparks an der Lindenstraße / Ecke Am Berlin Museum mehrere Wohnhäuser, die sowohl die städtebauliche Tradition des 19. Jahrhunderts, als auch moderne Strömungen der Architektur aufgreifen. Durch die geschlossene Wirkung der Klinkerfassaden soll eine Annäherung an das angrenzende Victoriagebäude erreicht werden. Auch die Häuser Lindenstraße 15–17 von Werner Kreis, Peter und Ulrich Schaad sowie Lindenstraße 19 von Arata Isozaki entstanden im Rahmen des Wohnparks.
Im Zuge der Bauarbeiten an Libeskind-Bau und Kollegienhaus wurde eine weitere Querstraße, die Hollmannstraße, am 15. September 1993 als Verbindung entwidmet.

## Sehenswürdigkeiten
Von Norden (Kreuzung Rudi-Dutschke-Straße / Oranienstraße) nach Süden (Zossener Straße)
- Jerusalemskirche: Von der ursprünglichen Kirche ist nur noch der Grundriss erhalten. Die älteste Kirche der Friedrichstadt aus dem Jahr 1481 wurde bei dem Luftangriff vom 3. Februar 1945 der USAAF zerstört und die Ruine im März 1961 gesprengt. Heute erinnern im Asphalt eingelassene, rote Steine an der Kreuzung Rudi-Dutschke-/Oranienstraße an dieses Gotteshaus. Im Jahr 1968 wurde an der Linden- Ecke Markgrafenstraße ein Kirchen-Neubau von Sigrid Kressmann-Zschach errichtet.[24] Statue Black Sun Press von Rolf Szymanski

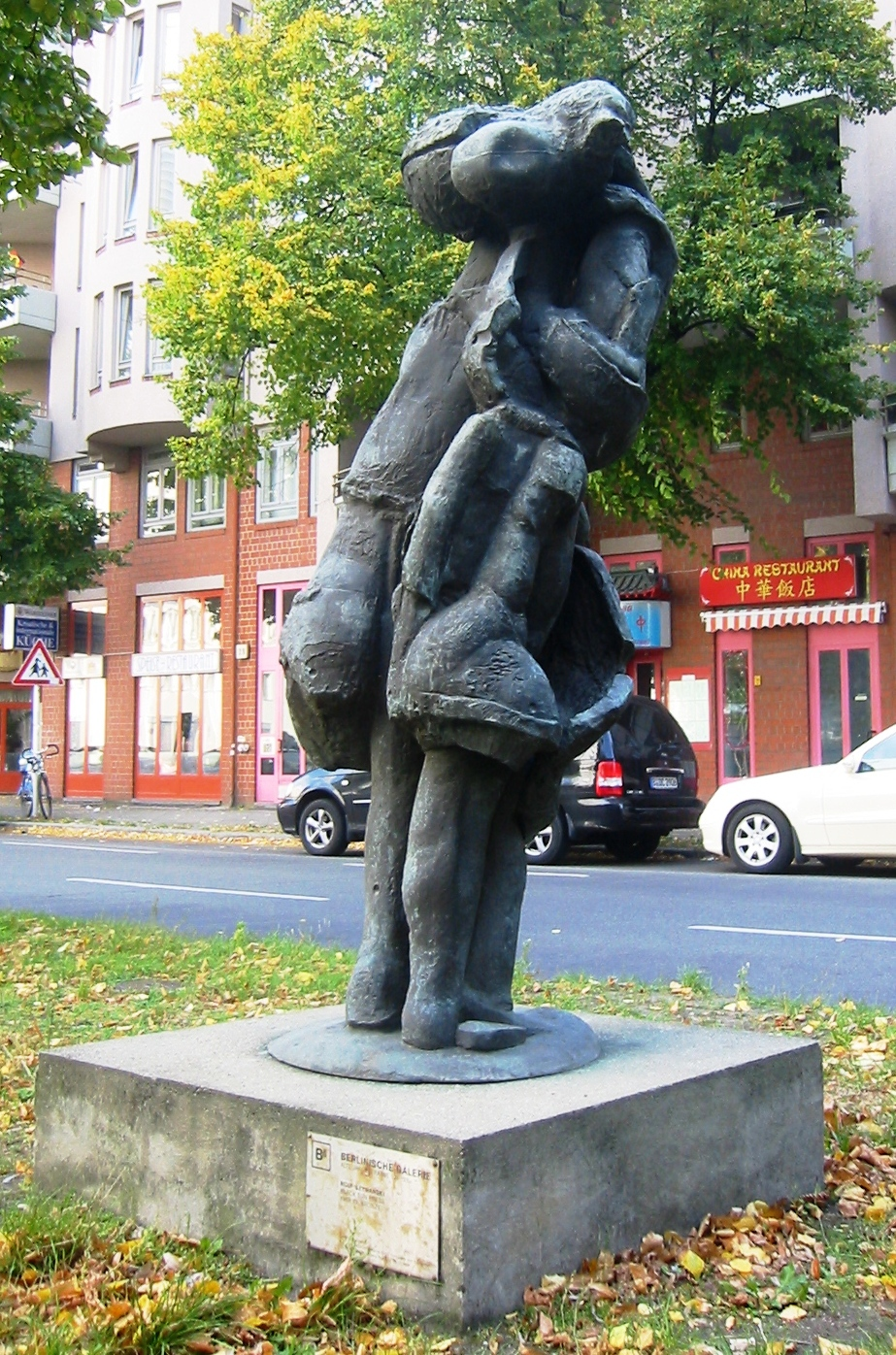
Statue Black Sun Press von Rolf Szymanski

- Stolpersteine: Die zwei in den Boden eingelassenen Gedenktafeln erinnern an Clara Rosenbaum und Margarethe Lesser, die 1942 nach Riga deportiert und ermordet wurden. Die Steine befinden sich an der Kreuzung Lindenstraße / Rudi-Dutschke-Straße.
- Galerienhaus Lindenstraße 34/35: In dem ehemaligen Gebäude des Kaufhauses Merkur, in dem auch schon die Lufthansa und in den 1990er Jahren Asylbewerber unterkamen, sind eine Reihe Galeristen eingezogen. Die Galerie Konrad Fischer, die Werke des US-amerikanischen Bildhauers Carl Andre zeigt, teilte sich das Gebäude bis 2018 mit der Galerie des Schweden Claes Nordenhake, bis 2016 mit der Privatsammlung Jarla Partilager des schwedischen Unternehmers Gerard de Geer sowie mit der Galerie Żak Branicka, die 2019 aus dem Gebäude auszog.[25][26][27][28][29] Aktuell residieren unter anderem die Galerien KOW und Persons Projects in dem Gebäude.[30][31][32] Das Galerienhaus nimmt regelmäßig an der Veranstaltung Gallery Weekend Berlin teil.[33]
- Bronzene Statue Black Sun Press von Rolf Szymanski mit den Abmessungen 177 cm × 69 cm × 88,5 cm aus den Jahren 1969–1973. Die Statue stellt einen Menschen dar, der durch das Leben geformt wurde. Seine individuellen Erfahrungen formen sich zu teilweise grotesken Vertiefungen seines Leibes. Die Statue präsentiert sich dem Betrachter schutzlos und verletzlich, ein Beispiel für eine vergängliche Architektur aus „sinnlicher Fleischlichkeit“. Die Statue soll, ebenso wie eine großflächige Werbung an der Markgrafenstraße auf die Berlinische Galerie hinweisen, die sich an der Rückseite der Lindenstraße befindet.
- Gegenüber der Statue steht das Kreuzberghaus zum Alten Fritz, ein Hochhaus aus den 1960er Jahren. Es ist nach einer gleichnamigen Gaststätte benannt, die sich an der Zimmerstraße befand.[34] Es entstand auf Veranlassung von Axel Springer, nachdem auf den Grundstücken Zimmerstraße 46–48 und Lindenstraße 64–67 Häuser abgerissen wurden, um Platz für das Axel-Springer-Hochhaus zu schaffen.[35]
- Victoria-Haus: In diesem von Wilhelm Walter 1893–1913 erbauten Verwaltungsgebäude saß einst die Victoria-Versicherung.[36] Es wurde bei dem alliierten Luftangriff vom 3. Februar 1945 der USAAF schwer beschädigt. Nach Ende des Zweiten Weltkriegs entschied man sich, die neue Hauptverwaltung nach Düsseldorf zu verlegen. 1979 verkaufte die Versicherung das Gebäude endgültig.[37] Zwischenzeitlich waren dort unter anderem der Landesverband von Bündnis 90/Die Grünen,[38] die Stiftung „Erinnerung, Verantwortung und Zukunft“ und der Aufbau-Verlag zu finden. Seit 2018 erfolgt ein Umbau zu einem Hotel und Bürogebäude mit Gastronomie und Atelierflächen.
- Eisenguss-Statue Wasserträgerin von Rolf Szymanski mit einer Höhe von 239 cm aus dem Jahr 1981; Szymanski erinnert an das Wassertragen als uralte Tätigkeit, um das eigene Überleben sicherzustellen. Die überlangen Arme der Figur ermöglichen ihr einen festen und sicheren Stand in der Gesellschaft. Die Figur greift in die eigene Geschichte zurück und bezieht daraus ihre Energie. Gleichzeitig schaut sie in die Zukunft und ist ein Sinnbild für Hoffnung und Menschlichkeit.[39]

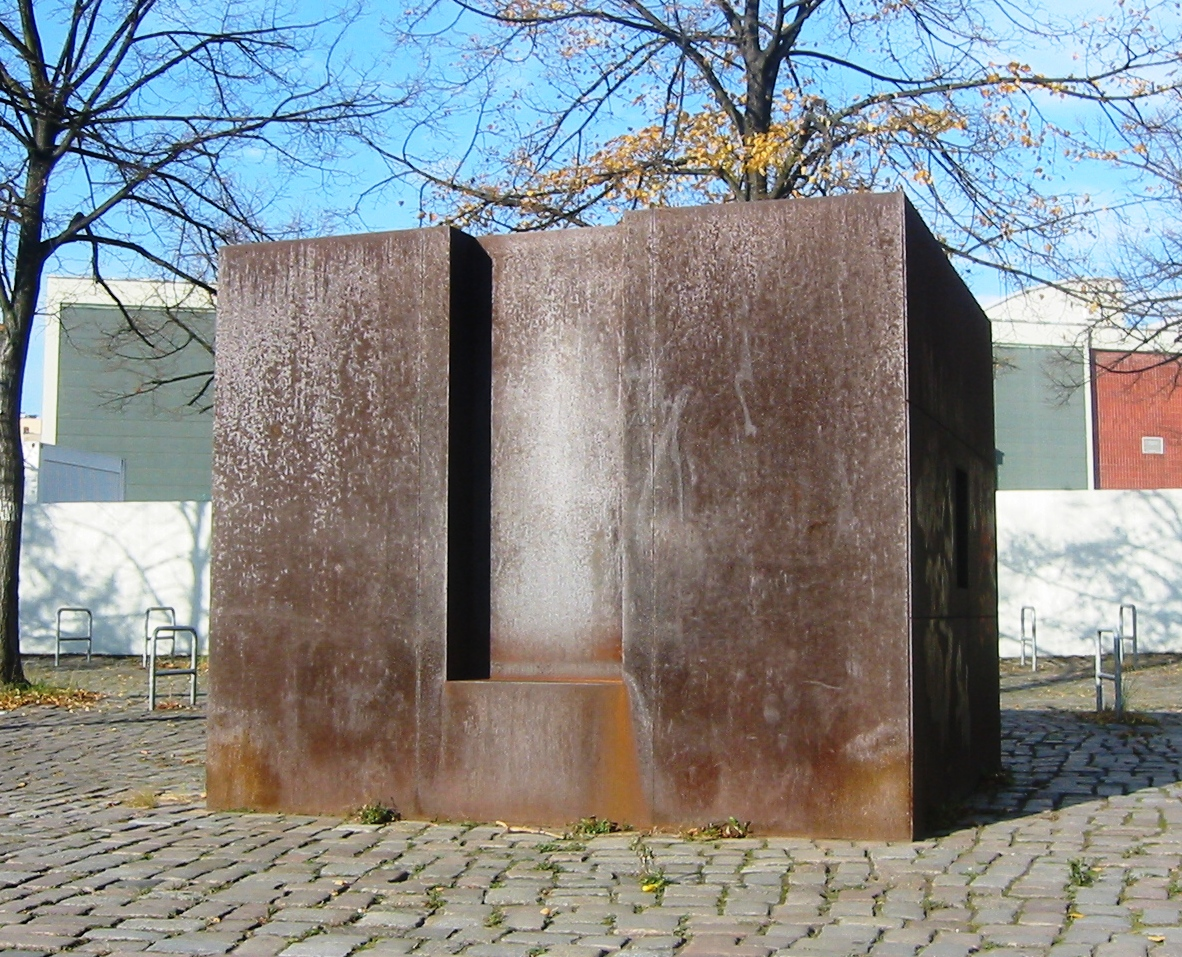
Skulptur Nobody von Micha Ullman

- Skulptur Nobody von Micha Ullman aus Eisen mit den Abmessungen 320 cm × 320 cm × 260 cm; Der israelische Künstler, der auch das Denkmal zur Erinnerung an die Bücherverbrennung auf dem Bebelplatz gestaltet hat, wollte mit diesem geschlossenen Kubus ein Werk der Leere und Stille im Kontrast zur lauten Großstadt schaffen. Als Ort der Erinnerung stellt er es als Antithese zur Gedenkstätte der Synagoge Lindenstraße am Ort der Erinnerung dar.[40]
- Ehemalige Blumengroßmarkthalle Kreuzberg; Nachdem 250 m² in der Markthalle II für den Blumengroßhandel nicht ausreichten,[41] entstand auf dem aufgegebenen Sternwartengelände 1922 eine erste eigene, Schafsstall genannte Halle für den Blumengroßhandel.[42] Während die Markthalle II nach Kriegszerstörung abgeräumt wurde, bezog der Blumengroßmarkt eine neu errichtete Blumenhalle auf dem Gelände Enckestraße 11.[42] Diese Halle wich einem 1965 fertig gestellten größeren Neubau, der auch Teile des Standortes der Markthalle II und den südlichen Abschnitt der Enckestraße einschließt.[42] Der Blumengroßmarkt zog im Mai 2010 geschlossen aus, und die Halle wird für eine Erweiterung des Jüdischen Museums umgebaut.[43] Dort ist inzwischen die W. Michael Blumenthal Akademie untergebracht. Die Händler konnten in die Großmarkthalle Beusselstraße umziehen. Weil im Jahr 2008 die Nachnutzung noch nicht feststand, wurde die Halle am 31. Mai und 1. Juni 2008 nach zeitweiliger Räumung für eine Kunstinstallation „KUNSTINVASION“ benutzt. Ziel war, eine mögliche Nachnutzung der Halle durch Kunstschaffende aufzuzeigen.[44] Das Gebäude sollte zu Beginn der 1980er Jahre im Zuge der Umstrukturierung der Innenstadt nach Meinung der IBA-Verantwortlichen als „Planungsvoraussetzung für die Stadtreparatur“ abgerissen werden.[45] 1982 entschied der Senat von Berlin, die Halle städtebaulich zu integrieren. 1984 beschloss der Senat, den Blumengroßmarkt in drei bis fünf Jahren aus dem Bereich Lindenstraße / Friedrichstraße herauszunehmen. Da jedoch nicht genügend finanzielle Mittel bereitstanden, nahm er diesen Beschluss zwei Jahre später wieder zurück.[45]
- Stolperstein: Ein weiterer Stolperstein befindet sich an der Abzweigung zur E.-T.-A.-Hoffmann-Promenade. Er erinnert an Dorothea Less, die 1943 in das KZ Theresienstadt deportiert und am 8. Februar 1944 ermordet wurde.
- Jüdisches Museum: Das Museum liefert ein Zeugnis von über 2000 Jahren deutsch-jüdischer Geschichte mit Dauer- und Wechselausstellungen. Das Museum umfasst den neu errichteten Libeskind-Bau und das ehemalige Kollegienhaus, einst Sitz der Kollegien des märkischen Kammergerichts (1735–1913) und des Evangelischen Konsistoriums (1735–1829 und 1913–1945), später des Berlin Museums (1969–1995). Das Gebäude von Daniel Libeskind gehört zu den meistbesuchten Museen Berlins.[46]
- Stolpersteine: Die letzten fünf Stolpersteine der Straße befinden sich südlich des Museums an der Einfahrt zu einem Hochhaus Ecke Neuenburger Straße 1 und erinnern an Eva Mamlok und ihre Familie, sie selbst wurde im Dezember 1944 im KZ Stutthof ermordet.
- Haus des Deutschen Metallarbeiterverbandes: Das Gebäude nach einem Entwurf von Erich Mendelsohn besteht aus einem bogenförmigen Querbau, der die Seitenflügel miteinander verbindet und aus der Luft wie das Teil eines Zahnrades aussieht.[47]
- Außenstelle des Deutschen Patent- und Markenamts, das bis 1945 als Reichspatentamt an der Kreuzung mit der Gitschiner Straße angesiedelt war. Das Gebäude wurde im Zweiten Weltkrieg stark beschädigt, dennoch konnten große Teile der Dokumente durch eine rechtzeitige Auslagerung vor der Vernichtung geschützt werden.[48] Das Gebäude ist heute meist beim Tag des offenen Denkmals zugänglich.[49]

## Entwicklung
In den 1980er Jahren wurde der Wohnungsbau durch die öffentliche Hand gefördert. 30 Jahre danach entfiel in rund 28.000 Haushalten die Anschlussförderung. Dies führte für einige Mieter zum Teil zu erheblichen Mietsteigerungen. Hiervon ist auch ein Teil der Wohnungen in der Lindenstraße betroffen. Einige ehemalige Mietwohnungen in der Lindenstraße werden unter der Bezeichnung Feilner Höfe angeboten.
Die Annahme, dass die Erweiterung des Jüdischen Museums zu einer weiteren Steigerung der Besucherzahlen führen werde, führte 2010 zu einer Äußerung der damaligen Programmdirektorin des Museums, Cilly Kugelmann. Sie sprach in diesem Zusammenhang von einer Beseitigung des „disharmonischen Viertels“.
Weiterhin ist geplant, den Spittelmarkt aufzuwerten, wozu die Axel-Springer-Straße – wie bis 1961 unter dem Namen Lindenstraße – an die Leipziger Straße angebunden wurde. Der vierspurige Ausbau der Axel-Springer-Straße führt nach Ansicht des Bund für Umwelt und Naturschutz Deutschlands (BUND) zu einer Überschreitung der Grenzwerte für Lärm, Feinstaub und Stickstoffdioxid. Er forderte daher, auf den Ausbau von vier Fahrspuren zu verzichten und insbesondere in der Zossener Straße verkehrsberuhigende Maßnahmen zu treffen.

## Film- und Fernsehaufnahmen
Am 10. November 2010 führte die Claussen+Wöbke+Putz-Filmproduktion in Zusammenarbeit mit dem ZDF Dreharbeiten für den Kinofilm Offroad in der Lindenstraße durch. Der Film mit Nora Tschirner und Elyas M’Barek erzählt die Geschichte von Meike, die in der Seitenverkleidung ihres ersteigerten Jeeps 50 Kilogramm Kokain findet und daraufhin ihr bisheriges Leben völlig auf den Kopf stellt. Die Premiere fand am 9. Januar 2012 in Berlin statt.

## Verkehr
Die Anbindung der Lindenstraße an öffentliche Verkehrsmittel erfolgt durch die Buslinie 248 (Ostbahnhof – Breitenbachplatz über Südkreuz), die auf dieser Straße drei Haltestellen bedient (von Nord nach Süd): Oranienstraße, Jüdisches Museum und Franz-Klühs-Straße. Parallel zur Lindenstraße verläuft die Friedrichstraße mit der U-Bahn-Linie U6, deren U-Bahnhof Kochstraße nordwestlich der Lindenstraße liegt.
Bereits im Zuge der Internationalen Bauausstellung (IBA) gab es Überlegungen, einen eigenen Radfahrstreifen einzurichten. Das Vorhaben wurde jedoch nicht realisiert. Im Jahr 2007 gab der Berliner Senat in einer Kleinen Anfrage gegenüber der Abgeordneten Claudia Hämmerling an, dass zumindest eine Planung für einen solchen Radfahrstreifen besteht.
Die Lindenstraße sollte in den 1930er Jahren im Zusammenhang mit dem Ausbau Berlins zur „Welthauptstadt Germania“ an die Ost-West-S-Bahn angebunden werden und einen eigenen Bahnhof erhalten. Das Projekt wurde nicht realisiert.

## Sonstiges
Die Lindenstraße wird vom Landesinstitut für Schule und Medien Berlin-Brandenburg (LISUM) genutzt, um Schülern im Zuge einer historischen Stadterkundung einen Zugang zur deutsch-jüdischen Vergangenheit zu ermöglichen. In insgesamt 16 Kapiteln können die Schüler im Internet Materialien und Arbeitsaufgaben einsehen und so einen „virtuellen Stadtrundgang“ in der Lindenstraße absolvieren.